# Гросойтерсдорф
Гросойтерсдорф (нем. Großeutersdorf) — община в Германии, в земле Тюрингия. 
Входит в состав района Заале-Хольцланд. Подчиняется управлению Зюдлихес Залеталь.  Население составляет 285 человек (на 31 декабря 2010 года). Занимает площадь 3,45 км².